# Maung
Maung, också mawng, är ett australiskt språk som talades av 371 personer år 2016 enligt Australiens folkräkning. Maung talas på Goulburn Island i Norra territoriet. Maung tillhör de yiwaidjanska språken. Språket anses vara hotat..
Språket skrivs med latinska alfabetet. Delar av Bibeln har översatts till maung.
På Goulburn Island finns det en skola, Warruwi School, där det finns elever kan läsa maung. I samma fastigheten finns det också ett forskningscenter som sysslar med att revitalisering genom att producera studiematerial och barnböcker..

## Fonologi

### Konsonanter
|             | Bilabial | Alveolar | Retroflex | Palatal | Velar |
| ----------- | -------- | -------- | --------- | ------- | ----- |
| Nasal       | m        | n        | ɳ         | ɲ       | ŋ     |
| Klusil      | p        | t        | ʈ         | ɟ       | k     |
| Frikativ    |          |          |           |         | ɣ     |
| Lateral     |          | l        | ɭ         |         |       |
| Flapp       |          | ɾ        |           |         |       |
| Approximant | w        |          | ɻ         | j       |       |

Källa:

### Vokaler
|             | Främre | Central | Bakre |
| ----------- | ------ | ------- | ----- |
| Sluten      | i      |         | u     |
| Mellanöppen | ɛ      |         | ɔ     |
| Öppen       |        | a       |       |

Källa: